# Helius (Eurhamphidia) niveitarsis
Helius (Eurhamphidia) niveitarsis is een tweevleugelige uit de familie steltmuggen (Limoniidae). De soort komt voor in het Australaziatisch gebied.